# Hiệu ứng tầng
Hiệu ứng tầng là một chuỗi các sự kiện không thể tránh khỏi và đôi khi không lường trước được do một hành động ảnh hưởng đến một [hệ thống]. Nếu có khả năng hiệu ứng tầng sẽ có tác động tiêu cực đến hệ thống, có thể phân tích các hiệu ứng bằng cách phân tích hậu quả / tác động. Hiệu ứng tầng thường hình dung trong cấu trúc cây, hay còn gọi là cây sự kiện.

## Trong hàng không
Các hiệu ứng tầng nhìn thấy trong viễn cảnh du hành vũ trụ là những khả năng lý thuyết cho rằng: "rác vũ trụ" hoặc vệ tinh bị thiên thạch khi bị phá hủy sẽ gửi các mảnh vỡ trên khắp quỹ đạo của hầu hết các vệ tinh viễn thông đã phá hủy chúng trong quá trình và sau đó gửi các mảnh vỡ đó vào tất cả các quỹ đạo có thể, phá hủy mọi thứ trên quỹ đạo quanh Trái đất, được gọi là hội chứng Kessler. Giả thuyết cho rằng nếu điều này xảy ra, chuyến bay vào vũ trụ ngoài Trái đất sẽ trở nên rất khó khăn nếu không nói là không thể.

## Trong y học
Trong sinh học, theo Mold và Stein, thuật ngữ tầng dùng để chỉ "một quá trình, một khi đã bắt đầu, tiến tới từng bước để kết luận đầy đủ, dường như không thể tránh khỏi". Nguyên nhân chính gây ra một chấn thương trong y học là do chẩn đoán sai và lỗi y khoa. Những kết quả này dẫn đến chấn thương do chẩn đoán sai và do lỗi y tế gây ra một loạt các tác động và kết quả thường bao gồm đau đớn, tàn tật, mất việc, nghèo đói và vô gia cư rõ ràng gây ra các vấn đề về sức khỏe tâm thần và có thể gây tử vong. Trong y học, hiệu ứng tầng cũng có thể đề cập đến một chuỗi các sự kiện được bắt đầu bởi một xét nghiệm không cần thiết, kết quả không mong muốn hoặc lo lắng của bệnh nhân hoặc bác sĩ, dẫn đến các xét nghiệm hoặc phương pháp điều trị không đúng có thể gây hại cho bệnh nhân vì kết quả được theo đuổi. Một ví dụ sẽ yêu cầu chụp CT toàn thân mà không có lý do rõ ràng, tìm ra một sự cố ngẫu nhiên và trải qua một cuộc phẫu thuật suy nhược để loại bỏ nó, mặc dù thực tế là tình trạng này lành tính và có thể là không có triệu chứng gì.

## Trong sinh thái
Ngoài ra còn có một định nghĩa sinh thái về hiệu ứng tầng, trong đó cái chết của một loài chủ chốt trong một hệ sinh thái sẽ tác động gây ra sự tuyệt chủng của các loài khác.